# Bikini Kill
Bikini Kill è un gruppo musicale statunitense, formatosi agli inizi degli anni novanta e attivo fino al 1998. Riunitosi nel 2019. Lo stile delle Bikini Kill, alternative rock riot grrrl di orientamento femminista, ha ispirato diverse altre formazioni successive, quali ad esempio: The Donnas, The Gossip e Sleater-Kinney.

## Storia
Kathleen Hanna e Tobi Yail si incontrarono al college di Olympia, nello stato di Washington, e, con Kathi e Billie, diedero origini al gruppo Bikini Kill, creando uno dei gruppi più rappresentativi del movimento Riot grrrl.
Il gruppo si sciolse, quando Kathleen scelse di dedicarsi a un altro genere di musica alternativa, sempre orientato sul punk, mentre le altre componenti parteciparono a un progetto con Neuman delle Bratmobile già cominciato tempo addietro.
Nel 2019 Kathleen, Toby e Kathy si sono riunite intraprendendo una serie di concerti con alla chitarra Erica Dawn Lyle.

## Formazione
- Kathleen Hanna - voce
- Billy Karren - chitarra
- Kathi Wilcox - basso
- Tobi Vail - batteria

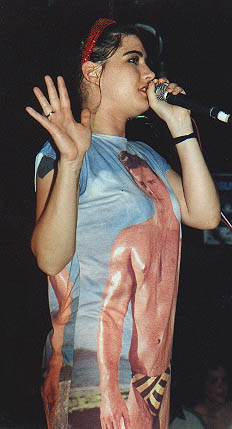
Kathleen Hanna

- Erica Dawn Lyle - chitarra e polistrumentista

## Discografia parziale
Album in studio
- 1991 - Revolution Girl Style Now!
- 1992 - Yeah Yeah Yeah Yeah/Our Troubled Youth (split con Huggy Bear)
- 1992 - Pussy Whipped
- 1996 - Reject All American

Raccolte
- 1994 - The C.D. Version Of The First Two Records
- 1998 - The Singles

EP
- 1992 - Bikini Kill

Singoli
- 1993 - New Radio
- 1995 - The Anti-Pleasure Dissertation
- 1995 - I Like Fucking
- 1996 - Spring Tour 1996 (split con Team Dresch)

Partecipazioni
- 1991 - AA.VV. Kill Rock Stars
- 1991 - AA.VV. Throw: The YoYo Studio Compilation
- 1991 - AA.VV. Give Me Back
- 1992 - AA.VV. There's A Dyke In The Pit

## Omaggi
Il gruppo rock Yeah Yeah Yeahs deriva il proprio nome dall'album omonimo realizzato dalle Bikini Kill con Huggy Bear.